# Pumaens datter
|  | Denne artikel er oprettet af botten PalnaBot ud fra en ekstern database. Den kan derfor have sproglige fejl eller mangler. Denne skabelon kan fjernes efter kontrol af indholdet. |

Pumaens datter er en film instrueret af Ulf Hultberg efter manuskript af Bob Foss, Åsa Faringer, Ulf Hultberg.

## Handling
Politisk drama om en pige fra Guatemala, der overværer en massakre, hvorunder hendes bror forsvinder. Efter at være flygtet med sine forældre til Mexico beslutter hun med stor fare for sit liv at tage tilbage til Guatemala for at finde ud af, hvad der er sket med hendes bror.